# Rasclet culblanc
El rasclet culblanc (Laterallus leucopyrrhus) és una espècie d'ocell de la família dels ràl·lids (Rallidae) que habita aiguamolls del sud-est del Brasil, Uruguai, el Paraguai i nord de l'Argentina.